# Elliott Hills
Die Elliott Hills sind eine Gruppe niedriger Hügel und Nunatakker im Zentrum des Palmerlands auf der Antarktischen Halbinsel. Sie erstrecken sich über eine Länge von etwa 20 km am nordwestlichen Ende der Gutenko Mountains.
Der United States Geological Survey kartierte das Gebiet im Jahr 1974. Das Advisory Committee on Antarctic Names benannte das Gebirge 1976 nach Lieutenant Commander David J. Elliott von der United States Navy, Kommandant einer Lockheed C-130 für die Erstellung von Luftaufnahmen und zur Bestimmung der Eisdicke in ausgedehnten Gebieten der Antarktis im Rahmen der Operation Deep Freeze der Jahre 1970 und 1971.